# Geschichte Neapels
Die italienische Großstadt Neapel kann auf eine lange und bewegte, in wesentlichen Teilen auch von Fremdherrschaft und Unterdrückung geprägte Geschichte zurückblicken. In den Gebäuden und Museen, aber auch in den kulturellen Eigenheiten der Stadt sind bis heute Spuren aus fast allen Perioden dieser langen Entwicklung zu finden.

## Altertum

### Italiker
Vor der Gründung der griechischen Kolonien war die Region Kampanien von italischen Völkern besiedelt: den Oskern, Samniten und den eingewanderten Etruskern.

### Griechen (700 v. Chr.–326 v. Chr.)
Pithekoussai und Cumae
Die erste griechische Siedlung in Kampanien entstand ab 770 v. Chr. auf der Insel Ischia. Der Name der Stadt war Pithekoussai, allerdings ist bis heute nicht geklärt, ob es sich dabei um die erste griechische Kolonie oder nur eine Stadt mit griechischem Handelsstützpunkt handelte. Die in Pithekoussai ansässigen Griechen kamen jedenfalls von der griechischen Insel Euböa, genauso wie die Gründer der ersten Polis auf dem italienischen Festland. Etwa gegen 740 v. Chr. wurde hier die einflussreiche griechische Kolonie Cumae gegründet.
Parthenope (oder Paläopolis)
Gegen 700 v. Chr. gründeten die Griechen aus Cumae eine weitere Siedlung, nämlich Parthenope (später auch Paläopolis, d. h. „alte Stadt“ genannt) im heutigen Stadtgebiet Neapels. Parthenope befand sich auf dem am Meer liegenden Hügel Pizzofalcone (auch Monte Ecchia genannt) und der kleinen daran anschließenden Insel Megaride. Der Hafen von Parthenope befand sich im Nordwesten der Stadt.
Neapolis
Seit etwa 500 v. Chr. begann im Nordosten des Hafens von Parthenope eine zweite Stadt zu entstehen. Von da an trägt die Stadt Parthenope auch den Namen Paläopolis, was so viel wie „alte Stadt“ bedeutet. Die zweite Stadt, auf dem Gebiet der heutigen Altstadt, bekam den Namen Neapolis, die „neue Stadt“.
An Bauwerken aus der griechischen Zeit sind lediglich Reste der Stadtmauer sowie einige andere funktionelle Strukturen entdeckt worden. Reste der griechischen Stadtmauer kann man noch heute auf der Piazza Bellini sehen. Wie viele andere griechische Kolonien wurde Neapolis nach einem rasterförmigen Plan, der auf den Stadtplaner Hippodamos zurückgeht, erbaut. Die heutige Stadt liegt über der griechischen, die Straßen der Altstadt nehmen aber immer noch den gleichen Verlauf wie damals. Drei Hauptstraßen (die Plateiai, in der römischen Zeit: Decumani) durchzogen die griechische Stadt von Westen nach Osten und wurden durch viele kleine Gassen (die Stenopoi, lat.: Cardi) miteinander verbunden. Der Hauptplatz der griechischen Stadt, die Agora, befand sich auf der heutigen Piazza San Gaetano, die Festung (Akropolis) auf dem Hügel Caponapoli im nordwestlichen Eck der griechischen Stadt.
Schon bald zählte die Stadt zu den prosperierendsten griechischen Städten Unteritaliens (→Magna Graecia). Ein mit dem expandierenden Rom 326 v. Chr. geschlossener Bündnisvertrag trug zu einer langen relativen Unabhängigkeit bei. Aber in den römischen Bürgerkriegen (88–82 v. Chr.) stand Neapel auf der falschen Seite und wurde in der Folge unter Sulla als abhängige Provinzstadt dem römischen Imperium einverleibt.

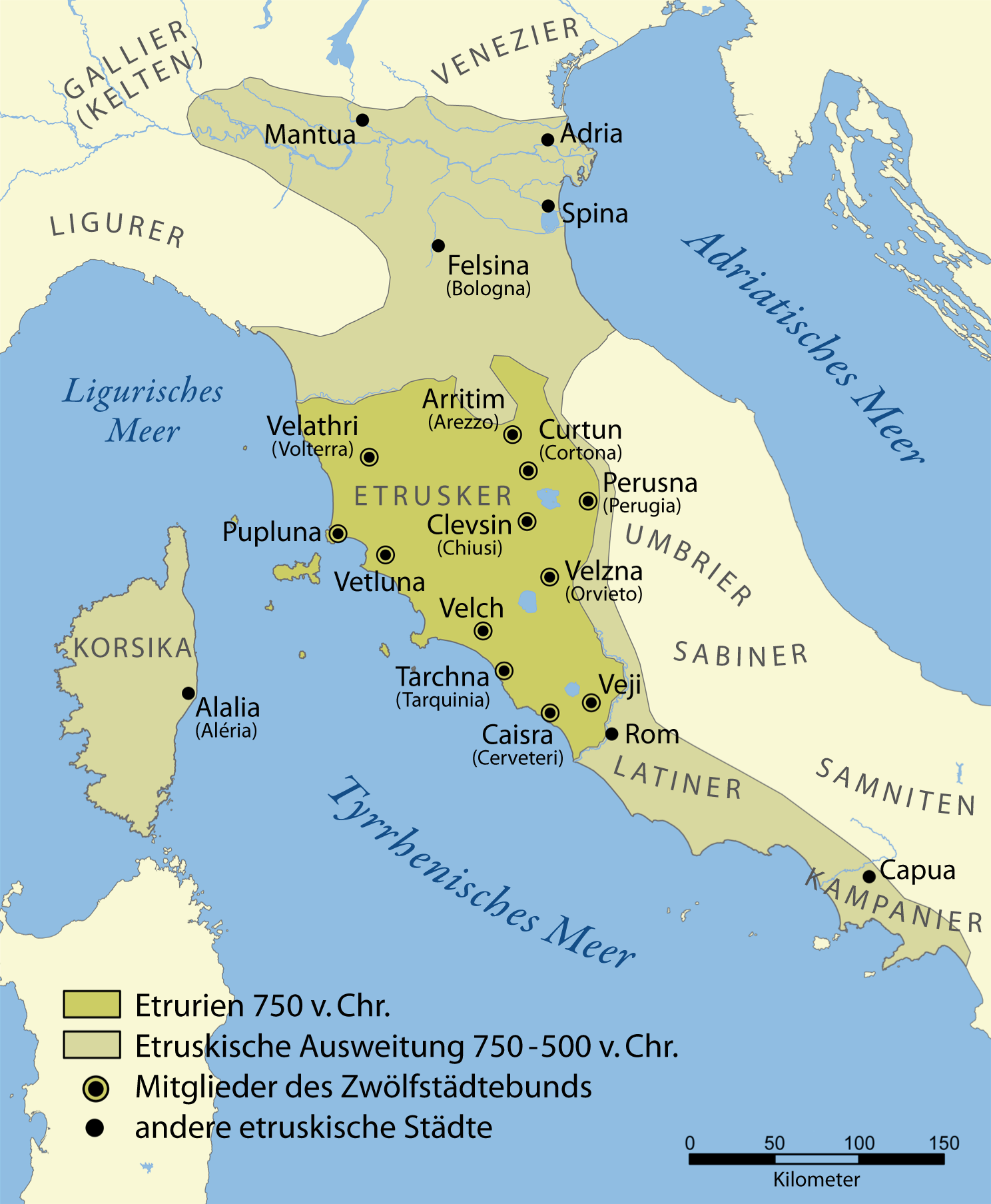
Die Etrusker in Mittelitalien um 500 v. Chr.
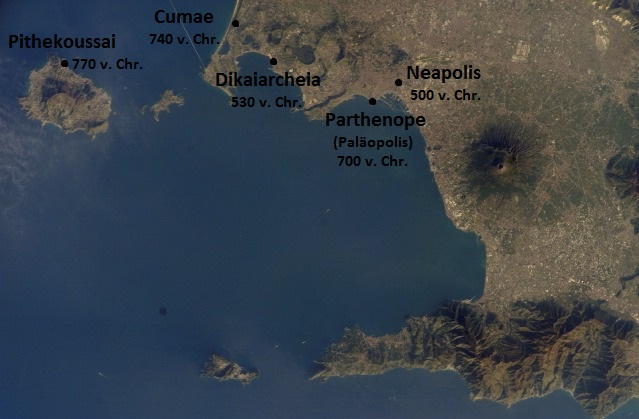
Antike griechische Städte in Kampanien
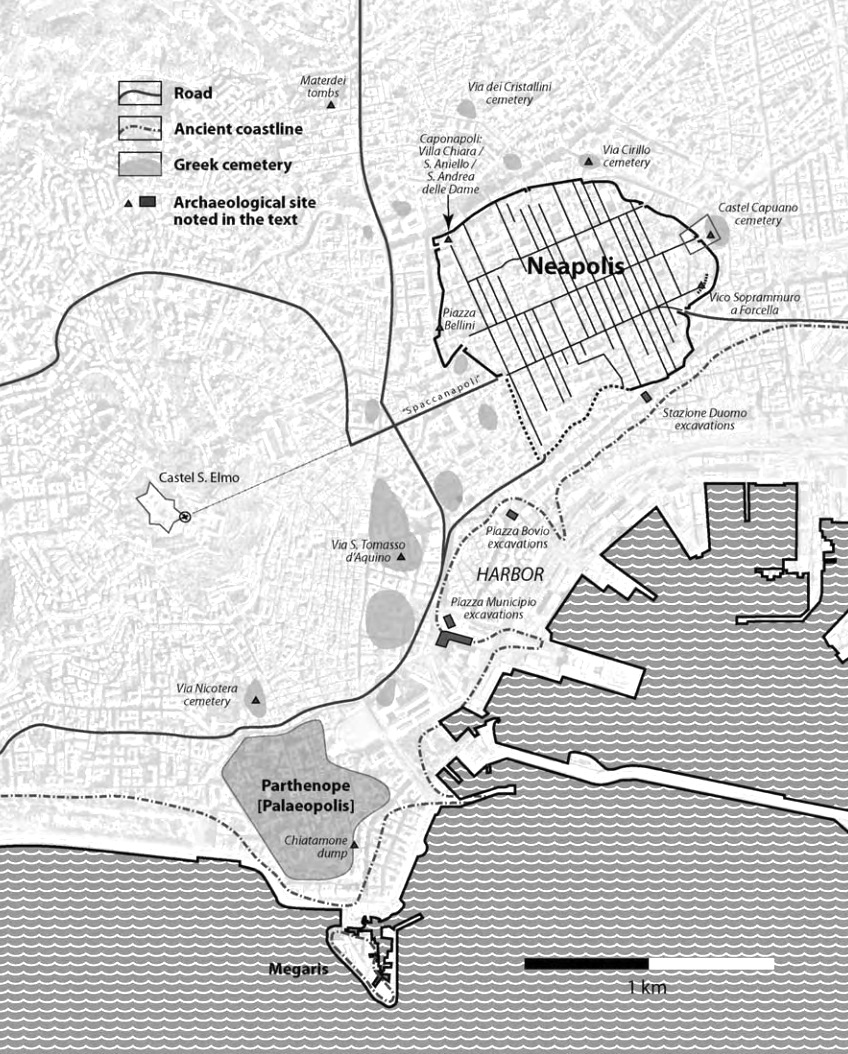
Parthenope und Neapolis
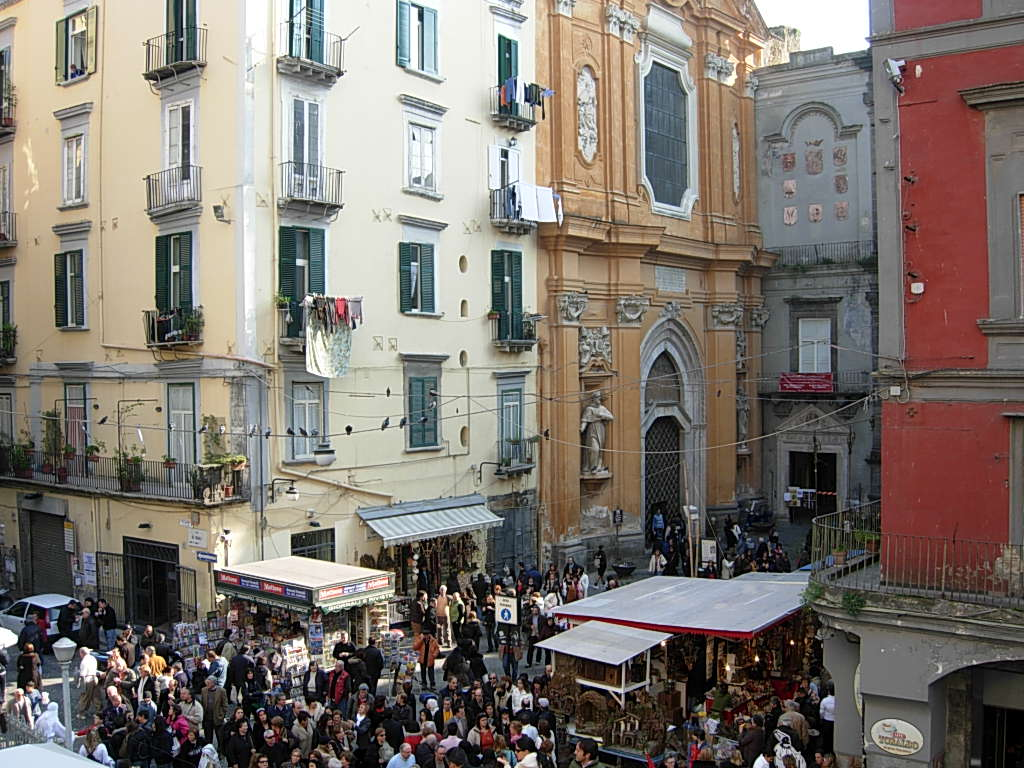
Wo sich heute die Piazza San Gaetano befindet, lag früher die griechische Agora und das römische Forum
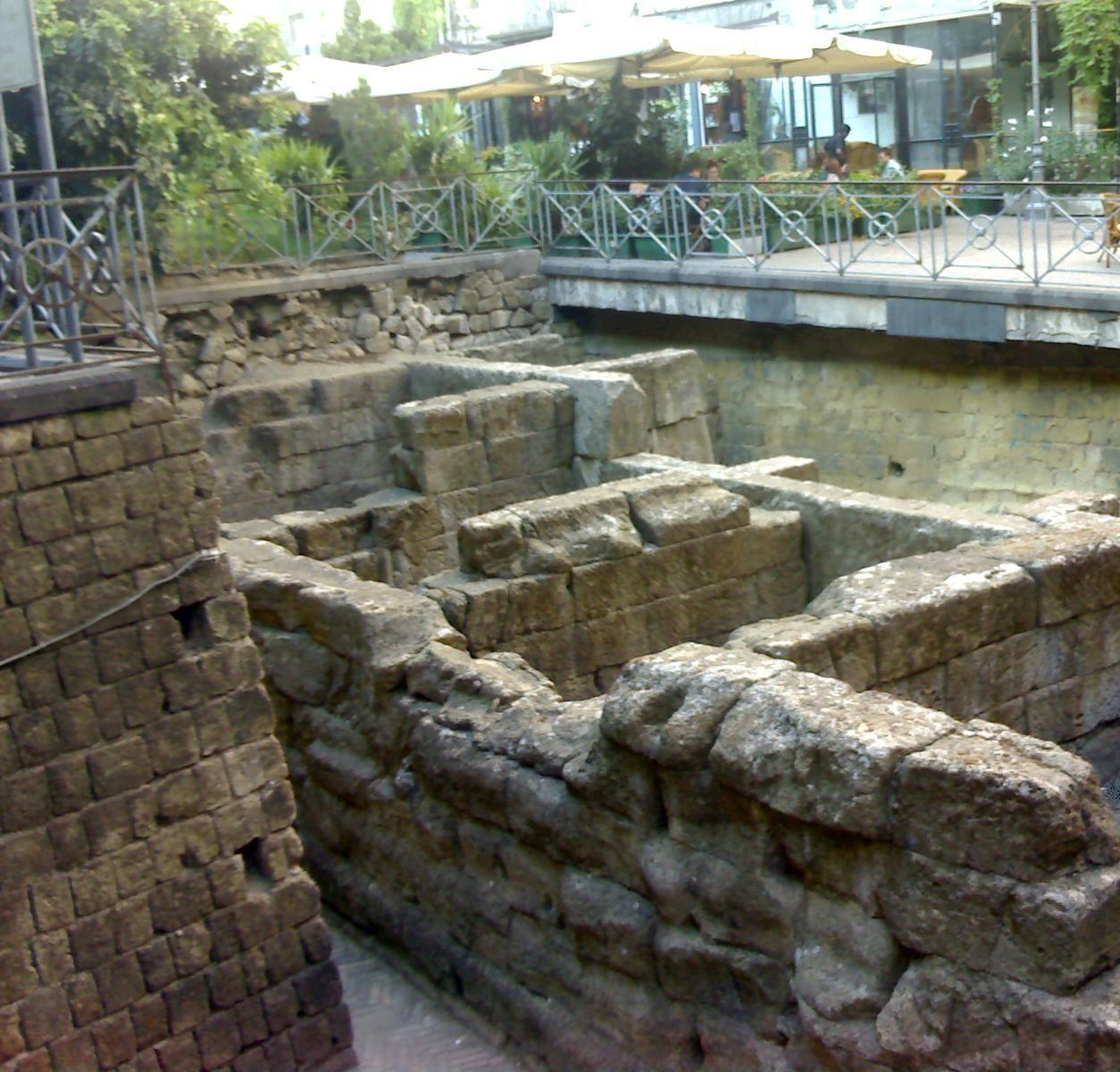
Reste der griechischen Stadtmauer auf der Piazza Bellini
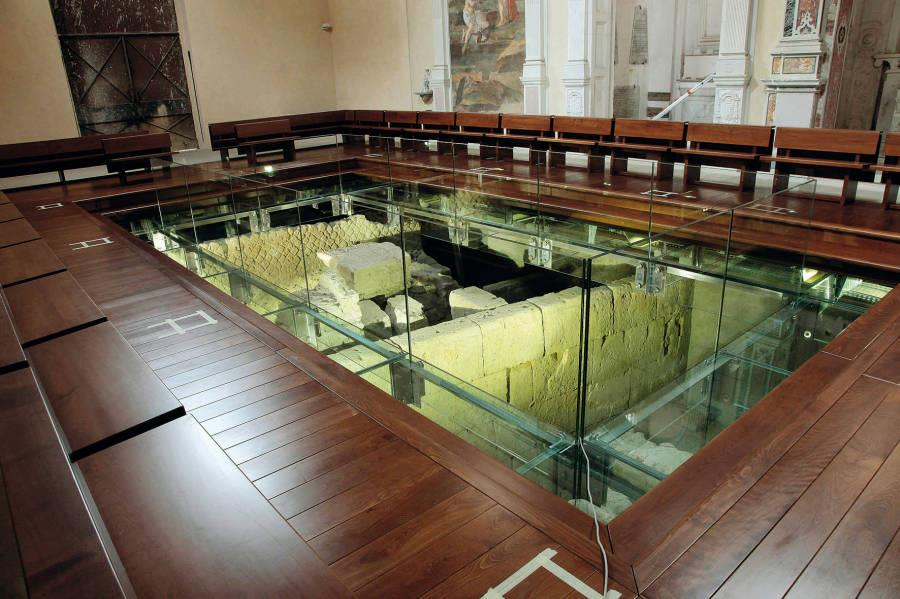
Ausgrabungen unter der Chiesa di Sant’Agnello Maggiore, wo sich die Akropolis von Neapel befand

### Römer (326 v. Chr.–476)
Im 4. Jahrhundert v. Chr. begann Neapel eine Stadt der Italiker zu werden, wenn auch die Griechen blieben und weiterhin eine einflussreiche Volksgruppe bildeten. Um Christi Geburt schildert Strabon Neapel als eine kampanisch-griechische Stadt, die noch über viele Institutionen einer Polis verfügte (Strab. Geograph. 5,4,7), und noch als Kaiser Nero den Ort besuchte, sprach er zu den Einwohnern Griechisch (Sueton, Nero 20,2f.). Inschriften belegen, dass Griechisch auch zur Zeit der Römer lange die Amtssprache blieb, erst im 2. Jahrhundert n. Chr. begann sich Latein durchzusetzen. Im Jahr 241 v. Chr. stoppte aber die eigenständige Münzprägung der Stadt, was als Zeichen dafür gesehen werden kann, dass die Stadt im Vergleich zu anderen Städten an Einfluss verloren hatte.
Wo die heutige Piazza San Gaetano liegt, befand sich der römische Hauptplatz (Forum). Rund um dieses Forum gab es den Tempel der Dioskuren, von dem zwei der originalen Säulen in die heutige Fassade der Basilica di San Paolo Maggiore integriert sind, und den römischen Markt (Macellum), dessen Reste man unter der Kirche San Lorenzo Maggiore besichtigen kann. Im Norden des Forums sind fast ausschließlich unter Wohngebäuden gefundene Reste des römischen Theaters von Neapel zugänglich. Direkt neben diesem größeren Theater lag ein kleineres, überdachtes Theater (Odeon). Im Westen von Neapel, entlang des Hügels Posillipo, entstanden nur in winzigen Resten erhaltene Lustvillen der Oberschicht.
Wie auch die Christen in der Hauptstadt des Imperiums war die frühchristliche Gemeinde Neapels sporadischen Verfolgungen ausgesetzt. Wie in Rom zogen sich die frühen Christen auch in Neapel in Katakomben wie die Hypogäen an der Via dei Cristallini zurück, die der Gemeinde als Begräbnisstätte und Ort des Totengedenkens (nicht aber als Zufluchtsorte, wie man früher meinte) dienten. Dieser Zustand änderte sich endgültig erst, als der junge Glaube nach dem Toleranzedikt von Mailand von der verfolgten Religion zum Staatskult avancierte. Die Katakomben sind bis auf den heutigen Tag erhalten und können besichtigt werden.
Nach Jordanes (Getica, 156) zogen die Goten Alarichs durch Kampanien und Lukanien, also nach 410, und nach der erneuten Plünderung Roms durch die Vandalen, zogen auch diese nach 455 durch Kampanien, wie Paulus Diaconus berichtet. Sie plünderten allerdings nicht Neapel, sondern Capua und Nola (Hist. Rom. 14, 16–17). Nach Paulus Diaconus konnten sie Neapel wegen der starken Mauern nicht erobern, doch deportierten sie zahlreiche Bewohner des Umlandes.

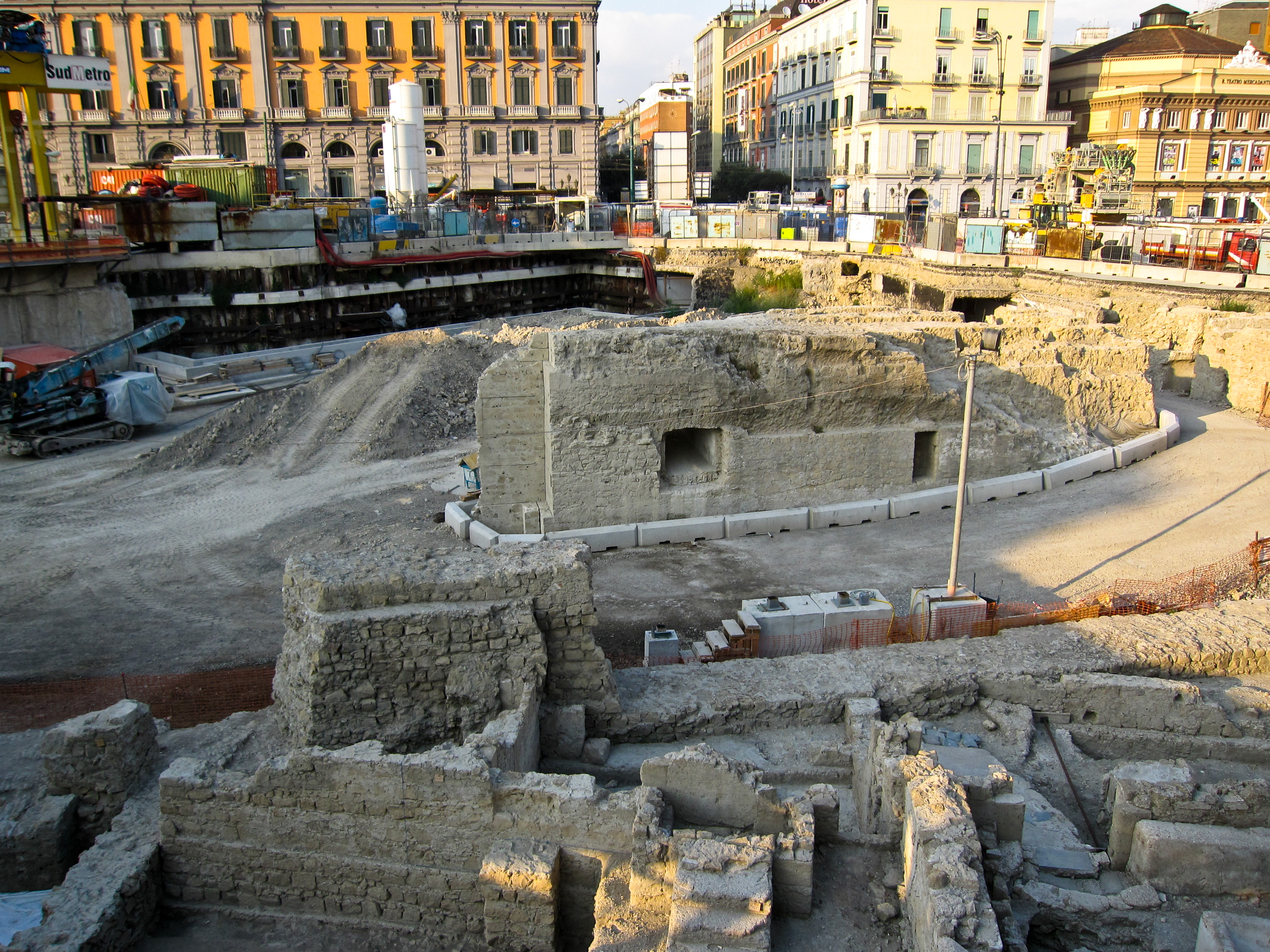
Ausgrabungen an der Piazza del Municipio
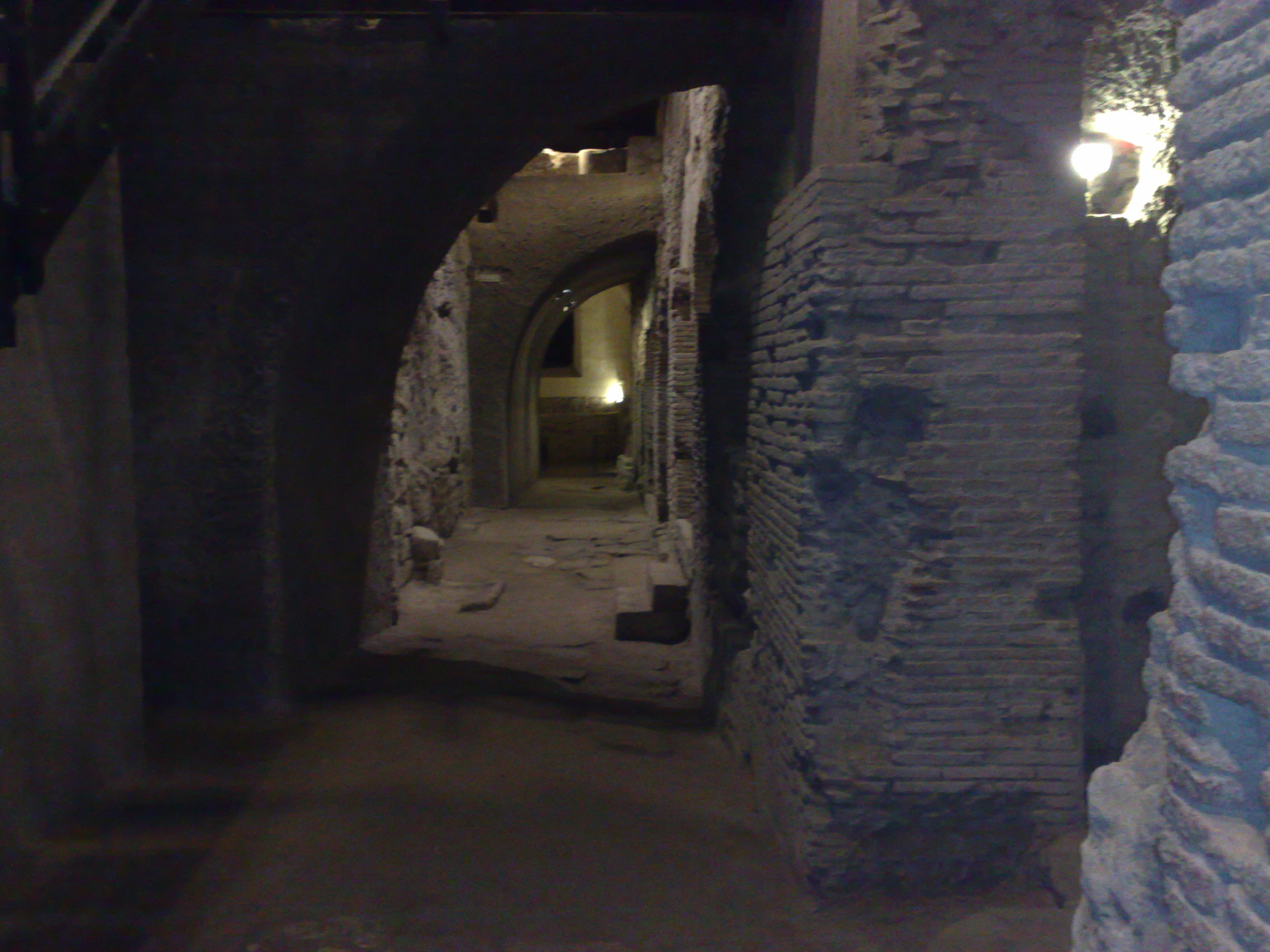
Der heute unterirdisch liegende römische Markt Neapels
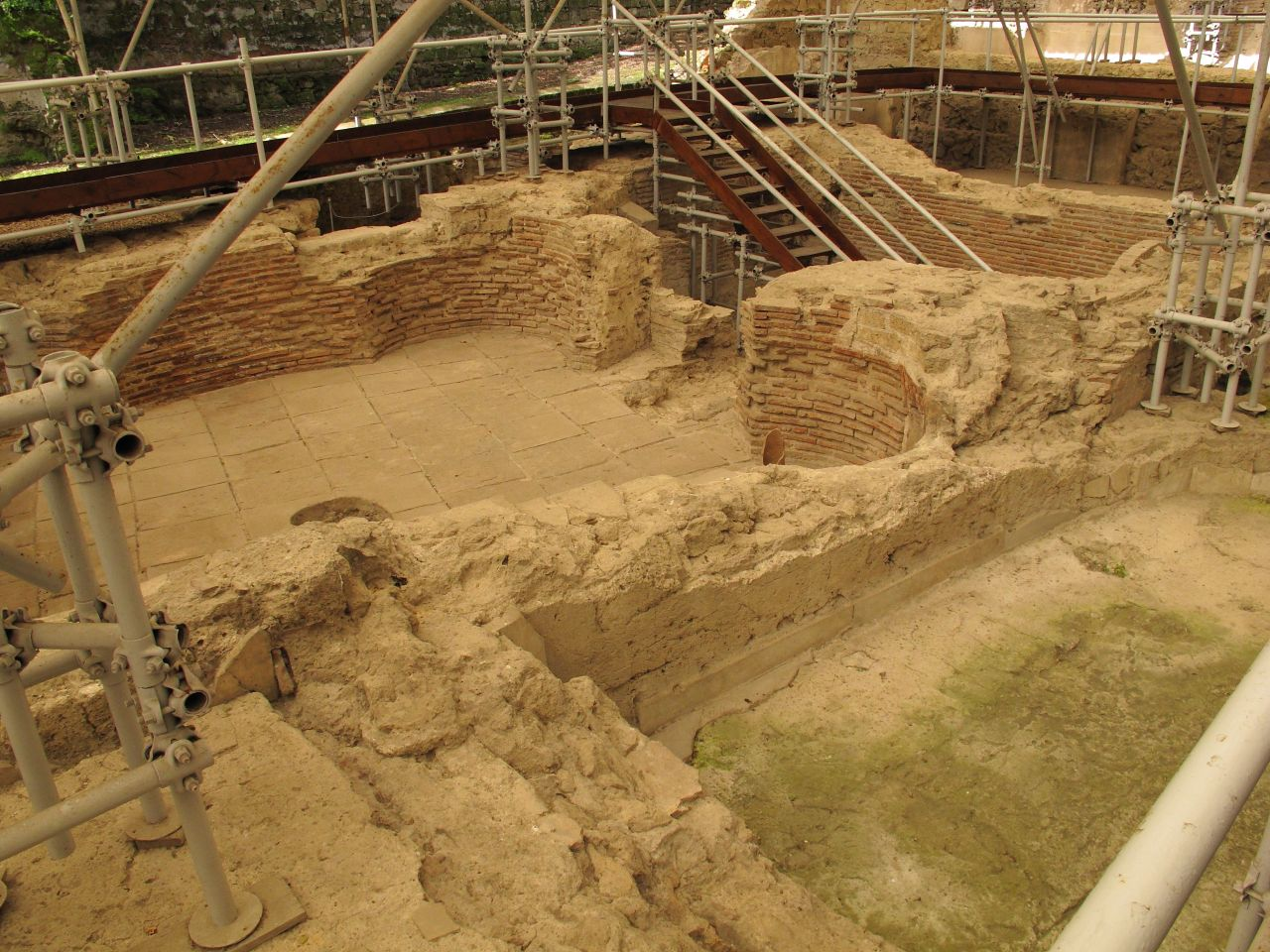
Antike Thermen im Museo dell’Opera di Santa Chiara
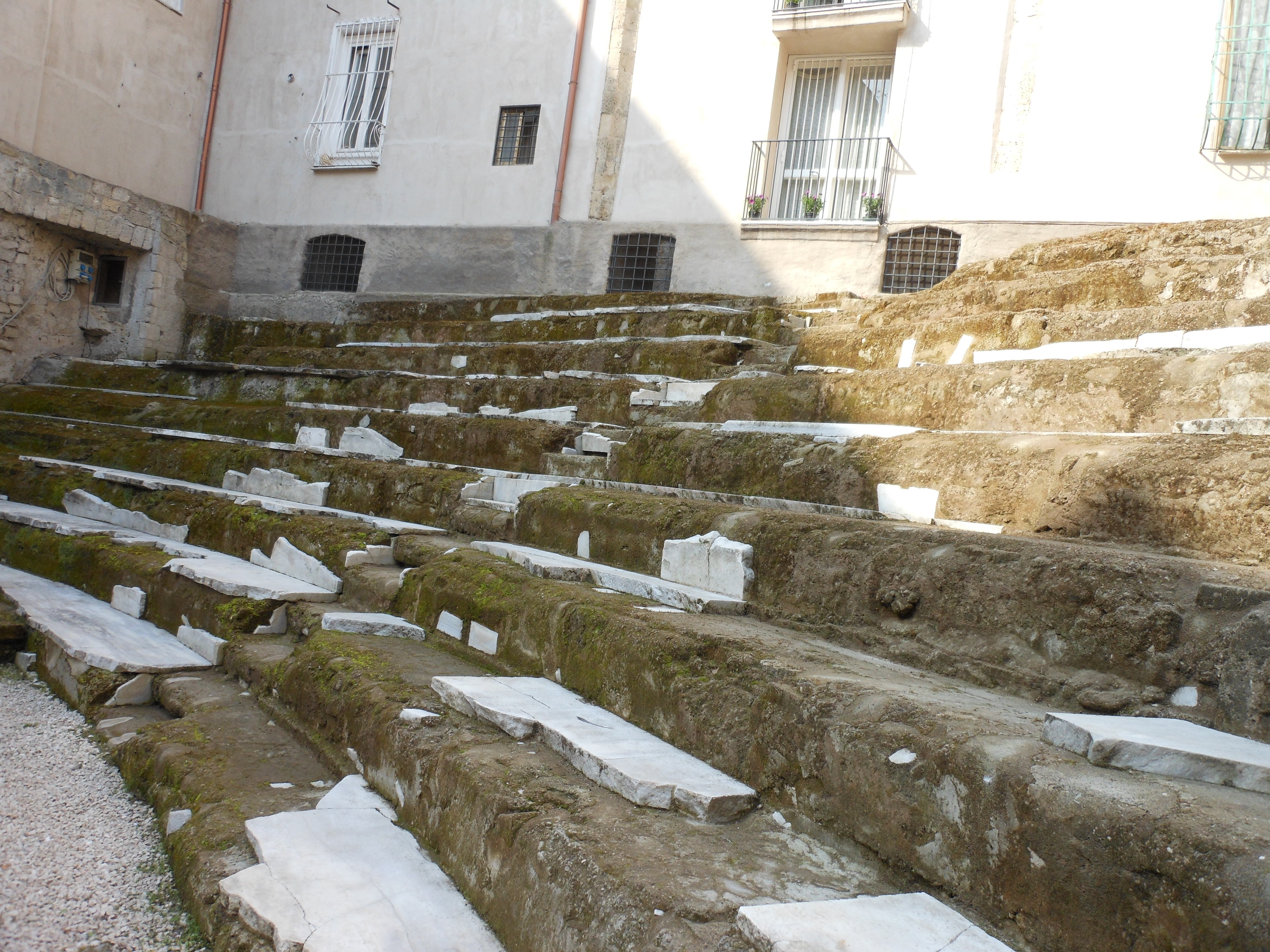
Sitztribüne des römischen Theaters
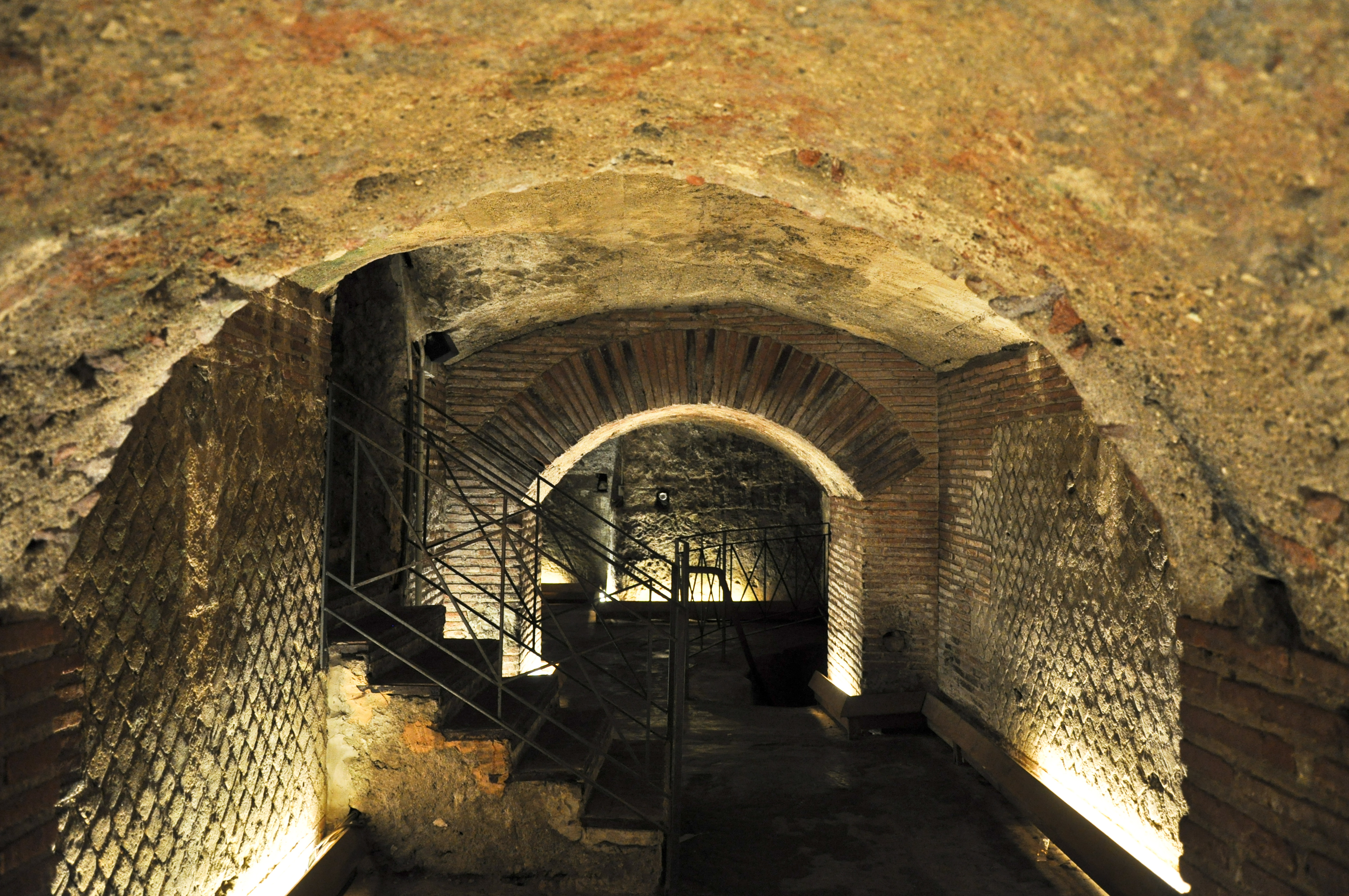
Ein Gang des römischen Theaters

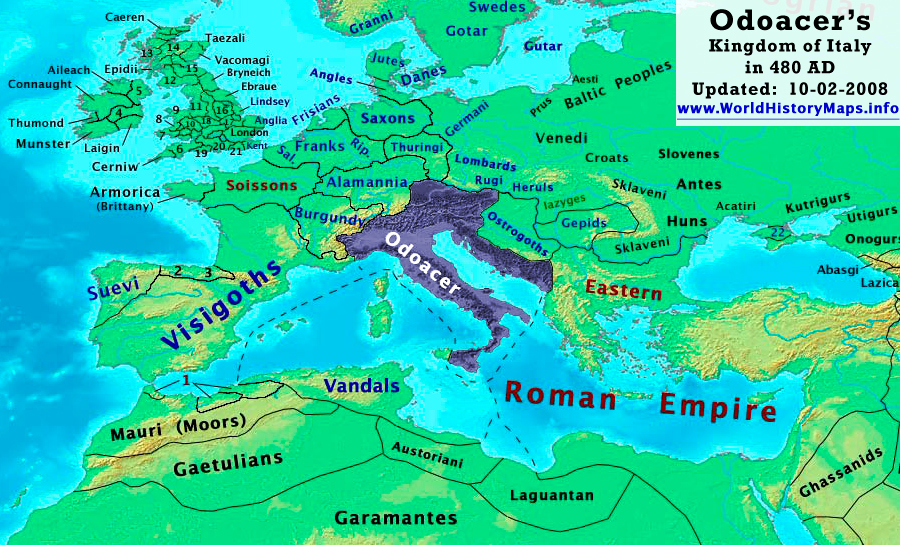
Das Reich Odoakers im Jahr 480

### Odoaker (476–493) und die Ostgoten (493–ca. 542)
Nach 476 beherrschte zunächst der Heerführer Odoaker Italien, 493 etablierte Theoderich der Große dann die ostgotische Herrschaft über den Rumpf Westroms.

### Byzantiner (ca. 542–763)
Seit 535 eroberten dann die Oströmer unter dem Feldherrn Belisar im Auftrag des Kaisers Justinian im Zuge der Renovatio imperii – dem Versuch, das römische Imperium wiederherzustellen – vorübergehend ganz Italien. Neapel, dessen Einwohner sich mehrheitlich auf die Seite der Ostgoten stellten, fiel nach hartem Kampf, als Belisars Männer durch die Aquädukte in die Stadt eindrangen (Belagerung von Neapel (542–543)). Mit der oströmischen Herrschaft ging eine wieder größere Verbreitung der griechischen Sprache in Süditalien und auf Sizilien einher (bis ins 11. Jahrhundert).

## Mittelalter

### Herzogtum Neapel (763–1139)
Als bald nach Justinians Tod 568 die Langobarden in Italien einfielen und damit den Beginn des Mittelalters einläuteten, gelang es den Oströmern bzw. Byzantinern dennoch lange Zeit, ihren Einfluss in Neapel zu behaupten. Erst im Zusammenhang mit dem Ikonoklasmus des 8. Jahrhunderts wechselte die Stadt die Fronten und näherte sich der mit den Langobarden verbündeten römisch-katholischen Kirche an. In der Folge gewann das bereits im 7. Jahrhundert entstandene neapolitanische Herzogtum eine gewisse Autonomie, gehörte aber formell weiterhin zu Byzanz.
In einem eher regionalen Konflikt (mit Benevent) riefen die Herzöge von Neapel um 835 die sizilianischen Araber aufs Festland. Das Bündnis währte ein halbes Jahrhundert, und Neapel wurde so zu einer Ausgangsbasis für die Ausbreitung des Islam in Italien und seiner für den sensiblen Beobachter bis heute im Süden des Landes wahrnehmbaren kulturellen Einflüsse.
Insgesamt waren die letzten anderthalb Jahrhunderte des ersten Jahrtausends für die Stadt von anhaltendem Wohlstand geprägt, gemeinsam mit den Flotten der zeitweise verbündeten Seerepublik Amalfi und des Herzogtums Gaeta beherrschte Neapel noch vor den Venezianern und Genuesen den Seehandel im Mittelmeer.

### Normannen (1139–1197)
Im Jahr 1139 fiel Neapel dann nach zähem Widerstand in die Hand der Normannen und wurde Bestandteil des normannischen Königreichs Sizilien. Die Normannen verstanden es, durch eine geschickte Innenpolitik die unterschiedlichen, oströmisch-byzantinischen, arabischen und westlichen Wurzeln der Region zu einem einzigartigen und eigenständigen kulturellen Konglomerat zu verschmelzen.

### Staufer (1197–1266)

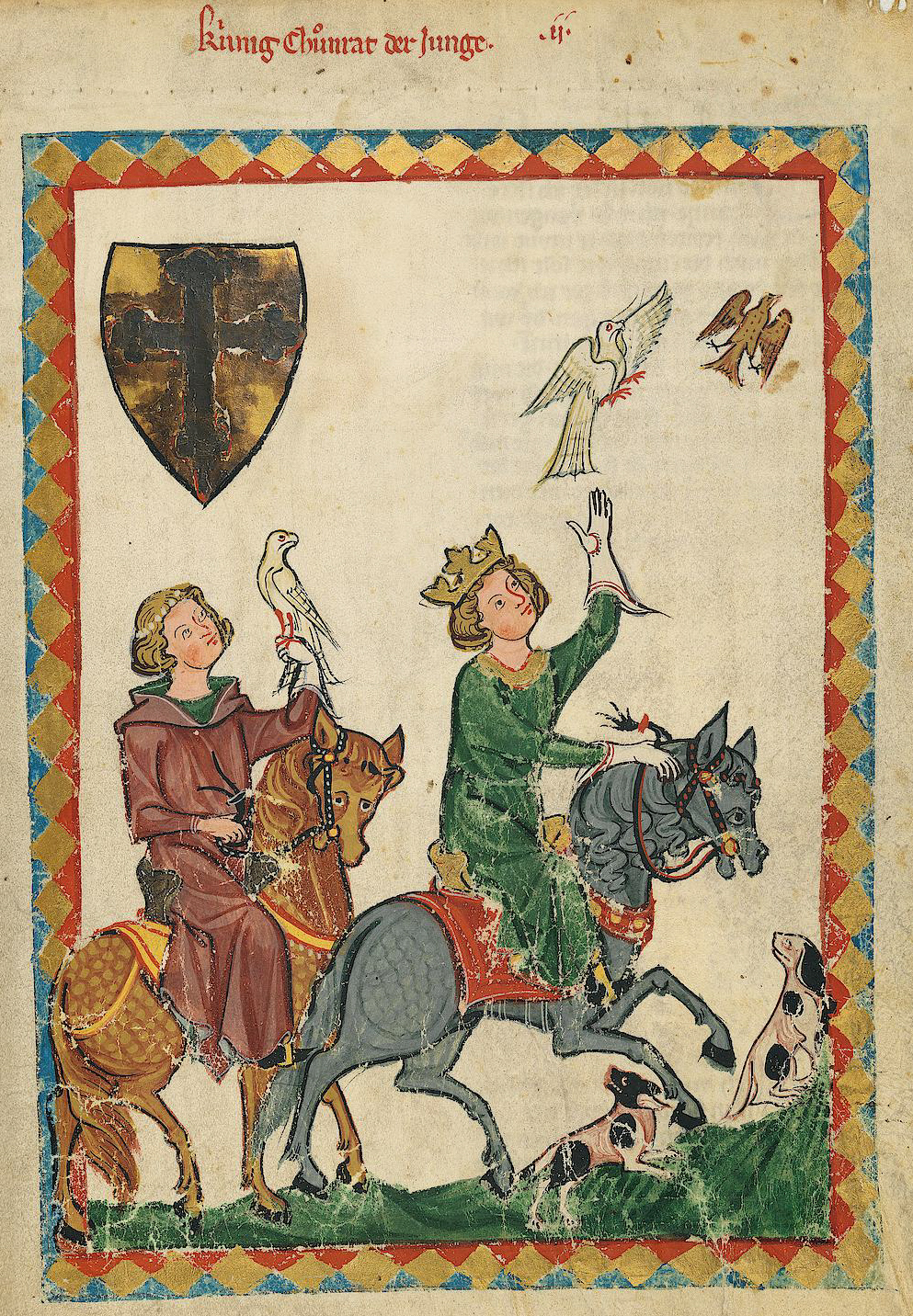
Konradin von Hohenstaufen

Die Normannenherrschaft dauerte 55 Jahre. 1194 traten die Staufer unter Heinrich VI. an ihre Stelle, indem sie eine dynastische Schwäche der Normannen ausnutzten und sich in einem kurzen Feldzug Süditaliens bemächtigten. Heinrichs Sohn und Nachfolger Friedrich II. gründete 1224 mit der Universität Neapel, die heute seinen Namen trägt, die erste staatliche Hochschule Europas.

### Anjou (1266–1442)
Die staufische Herrschaft in Neapel überdauerte Friedrichs Tod (1250) nicht lange. Karl I. von Anjou eroberte das so genannte „Königreich beider Sizilien“ als Lehensnehmer des Papstes nach seiner Krönung in Rom 1266. Nach erbitterten Auseinandersetzungen mit den staufischen Erben wurde Konradin, der letzte männliche Staufer, 1268 in Neapel enthauptet.
Nachdem in der Folge der sizilianischen Vesper 1282 die Insel Sizilien für die Anjou verloren gegangen war, konzentrierten sie sich ganz auf ihre festländischen Besitzungen und machten Neapel zur Residenz ihres Königreiches. Auch wenn ihre bis 1442 andauernde Herrschaft innenpolitisch von brutaler Unterdrückung geprägt war, sorgten sie für eine wirtschaftliche und kulturelle Blütezeit der Stadt und ergriffen grundlegende städtebauliche Maßnahmen zu ihrer Modernisierung. Neapel wurde in dieser Epoche neben Florenz zum tonangebenden Zentrum auf den Gebieten der Wirtschaft, Wissenschaft, Kunst und Architektur in Italien und Europa. Zahlreiche unter den Anjou errichtete Bauwerke zeugen noch heute von der ökonomischen Prosperität und dem kulturellen Glanz der Stadt in dieser Zeit.

## Neuzeit

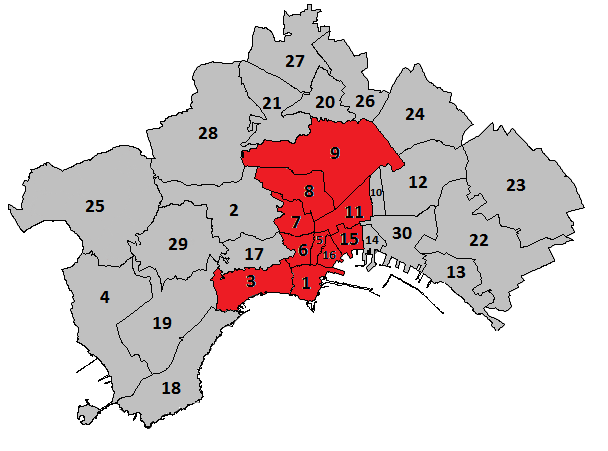
Das historische Zentrum (centro storico) von Neapel
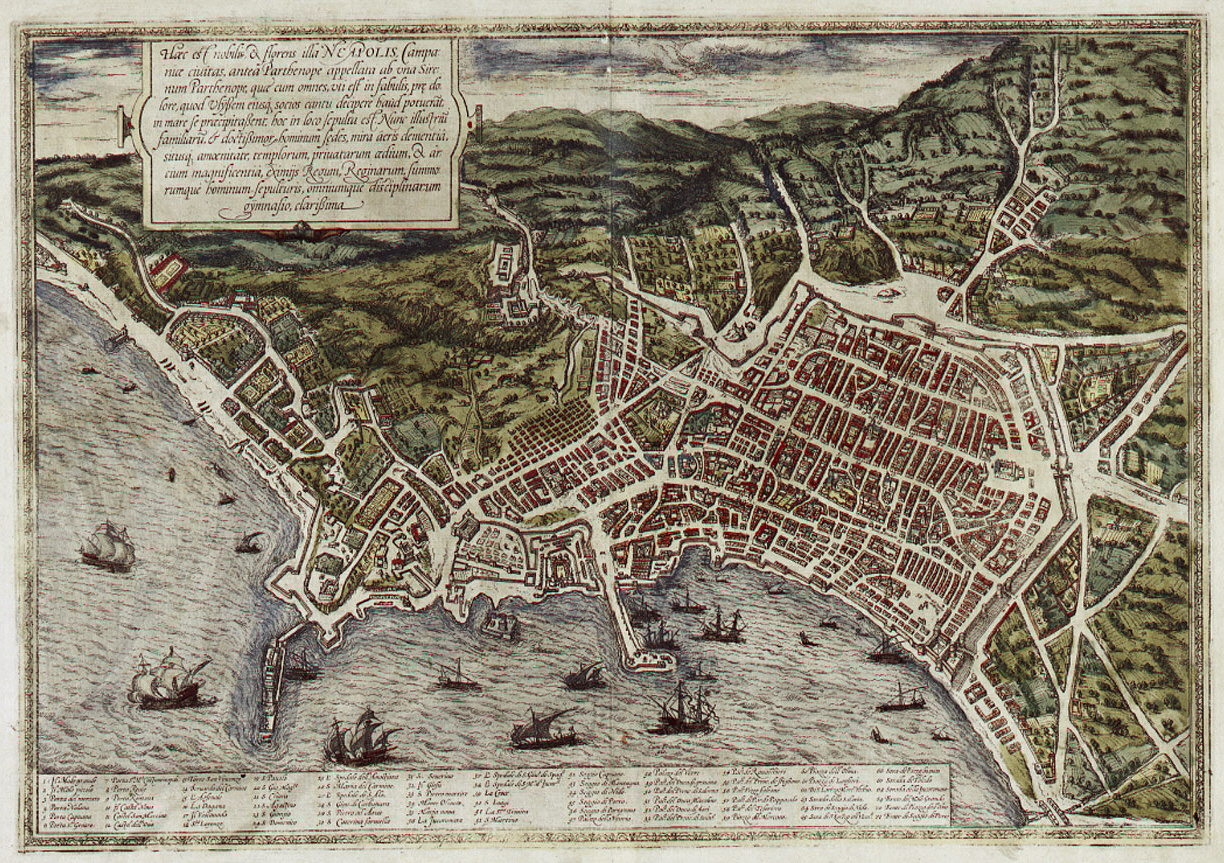
Neapel im Jahr 1572 (in etwa gleich mit dem heutigen historischen Zentrum)
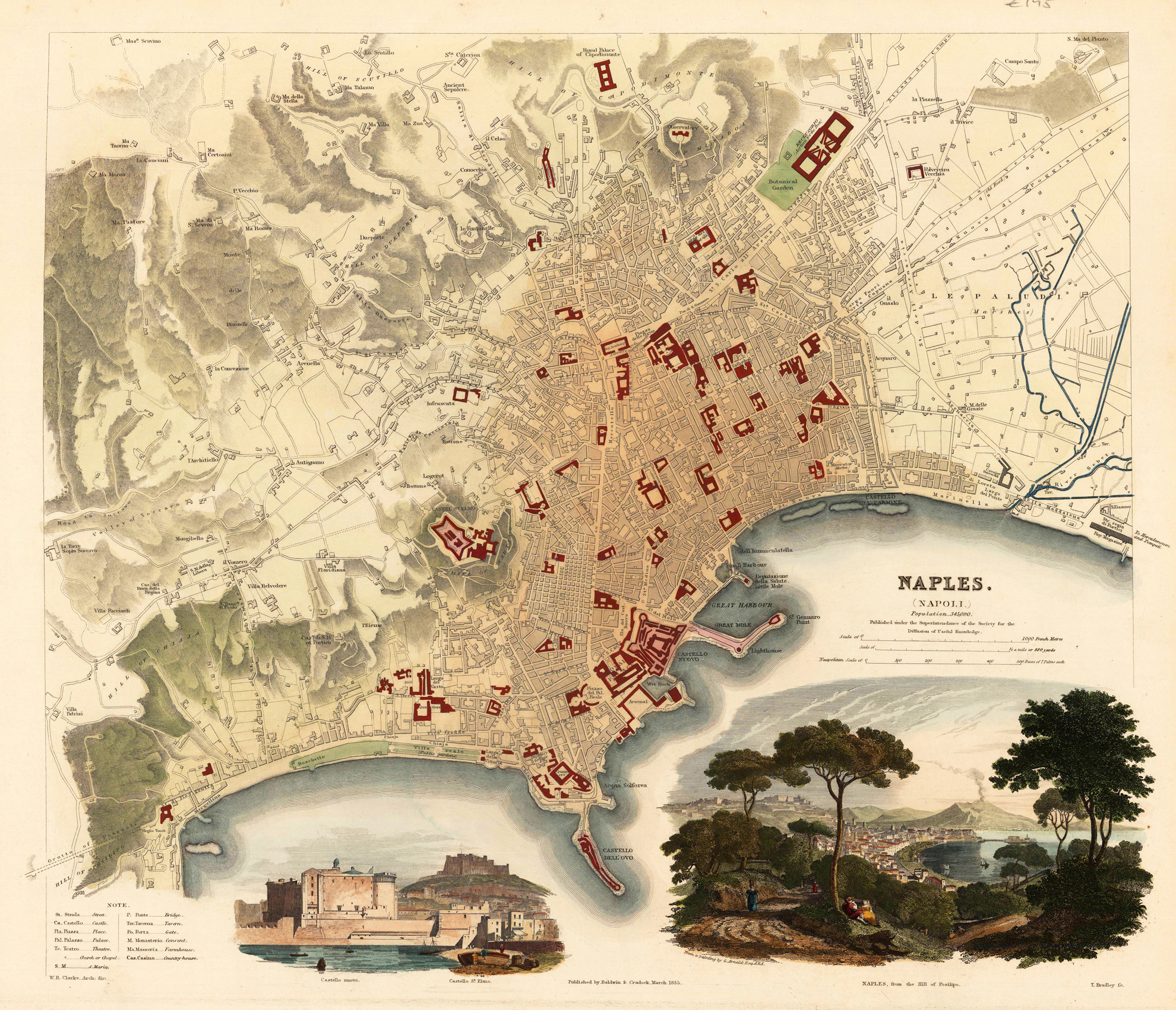
Neapel im Jahr 1835
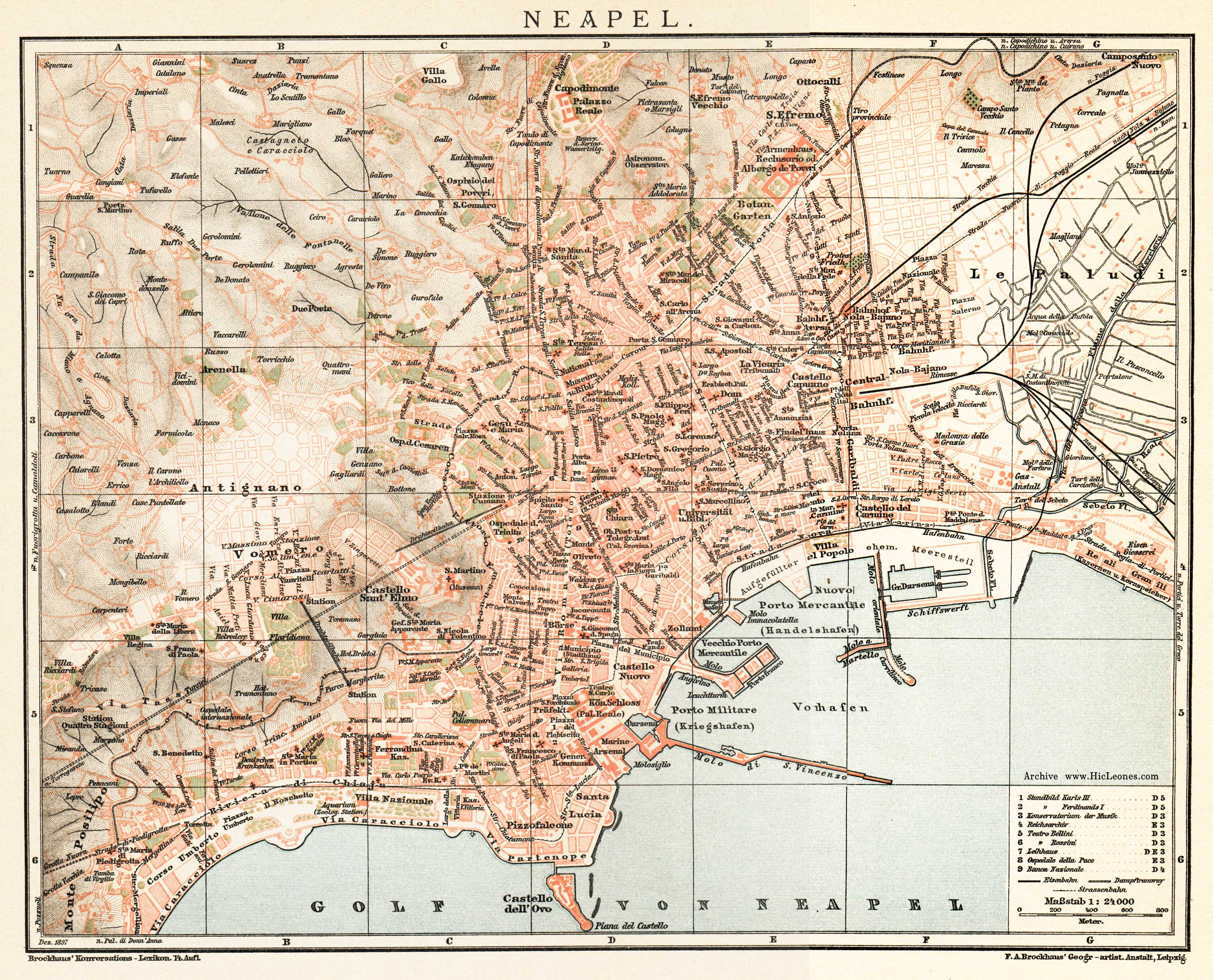
Neapel im Jahr 1897
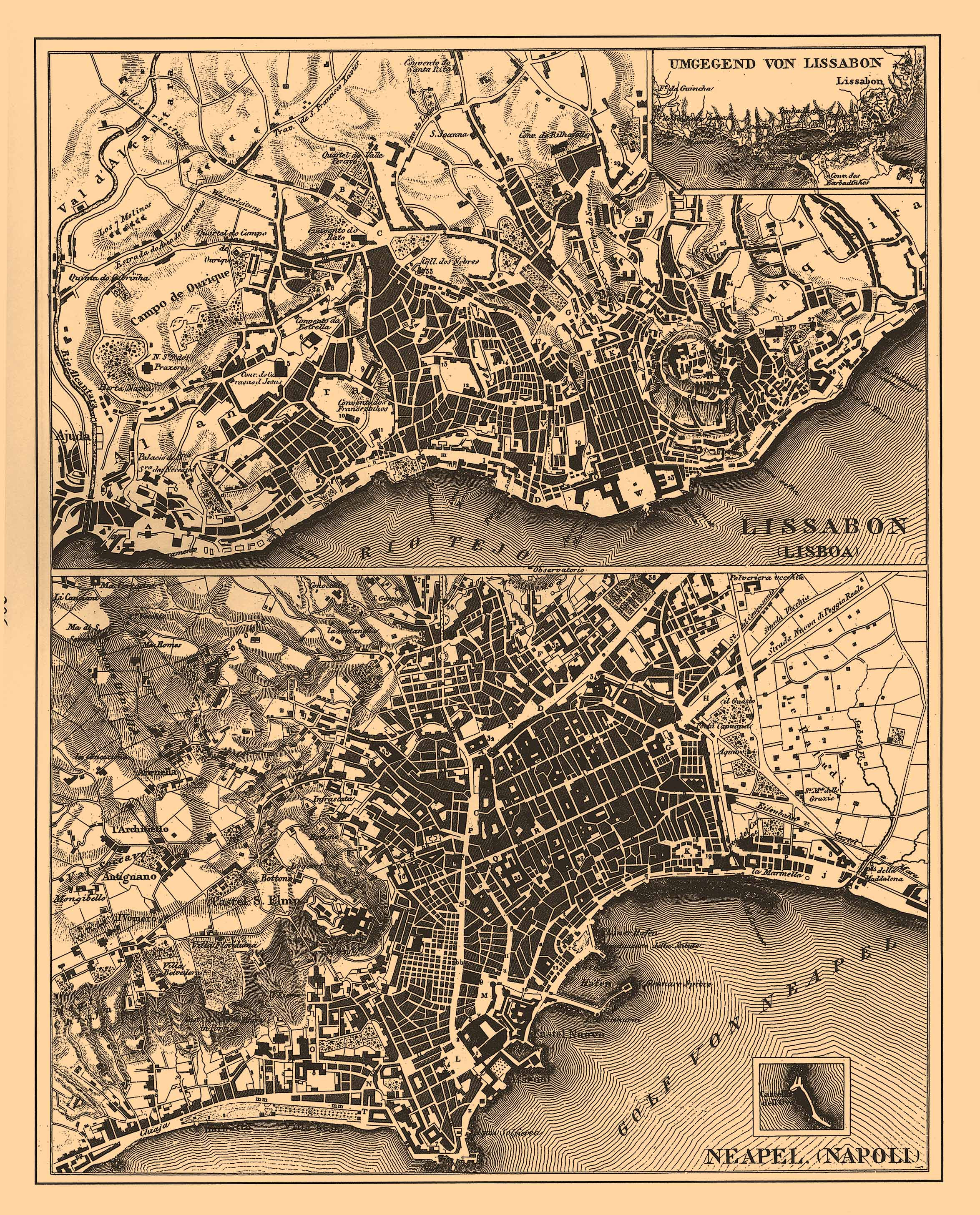
Lissabon und Neapel um 1900

### Aragonesen (1442–1501)

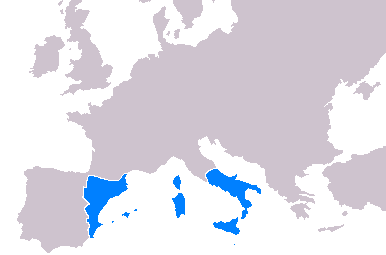
Das Königreich Aragón

1442 besiegte der aragonesische König Alfonso den letzten Herrscher der Anjou. Unter den Aragonesen wurden die ökonomischen Verbindungen Neapels zur Iberischen Halbinsel intensiviert, die Wirtschaft insgesamt gefördert und die Stadt zu einem Zentrum der italienischen Renaissance.

### Spanische Habsburger (1501–1647 und 1648–1713)
Zu Beginn des 16. Jahrhunderts schließlich, nach einer nur kurzen Episode französischer Herrschaft, wurden Stadt und Königreich Neapel als Provinz dem spanisch-habsburgischen Weltreich angegliedert. Damit begann die Ära der spanischen Vizekönige von Neapel, unter denen die Stadt den Tiefpunkt ihrer wirtschaftlichen und politischen Entwicklung erreichen sollte.

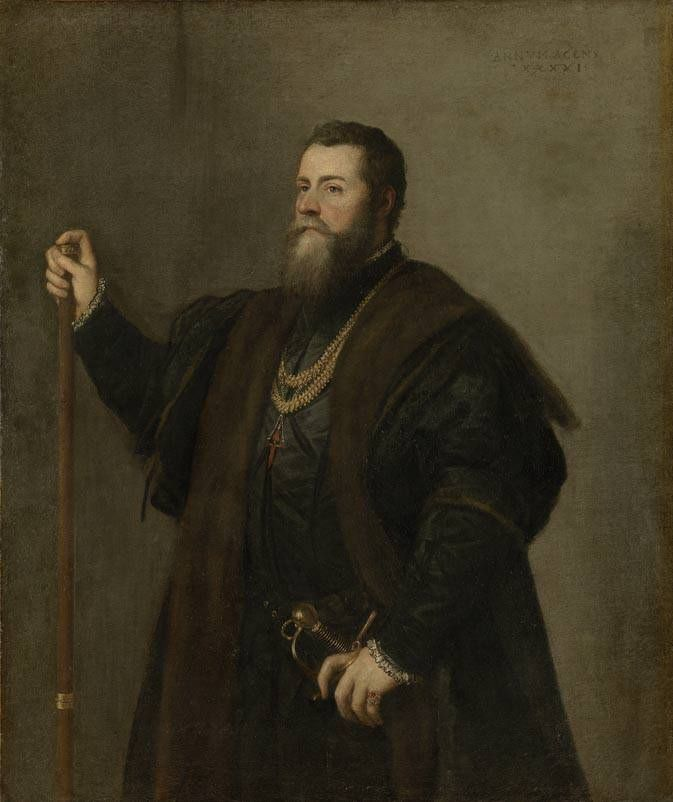
Vizekönig Pedro Álvarez de Toledo

Innerhalb von nur 100 Jahren war die Bevölkerung der Stadt von rund 40.000 im Jahre 1450 auf etwa 210.000 im Jahre 1550 angewachsen, und Neapel war, noch vor Venedig (160.000 Einwohner) und Mailand (70.000 Einwohner), zur größten Stadt Italiens und nach Paris zur zweitgrößten Metropole in Europa geworden. Einem der wenigen fähigen Vizekönige, Pedro Álvarez de Toledo, gelang es in seiner Amtszeit zwischen 1532 und 1553, dieses demographischen Problems noch einigermaßen Herr zu werden, indem er entsprechende städtebauliche Maßnahmen durchführte. So ließ er vorhandene Bausubstanz aufstocken und ein neues Stadtviertel (Quartieri Spagnoli) westlich der nach ihm benannten Via Toledo errichten. Realisiert werden konnten diese Maßnahmen aber nur durch eine harte Steuer- und repressive Innenpolitik. So war es auch de Toledo, der die Spanische Inquisition in Neapel einführte.

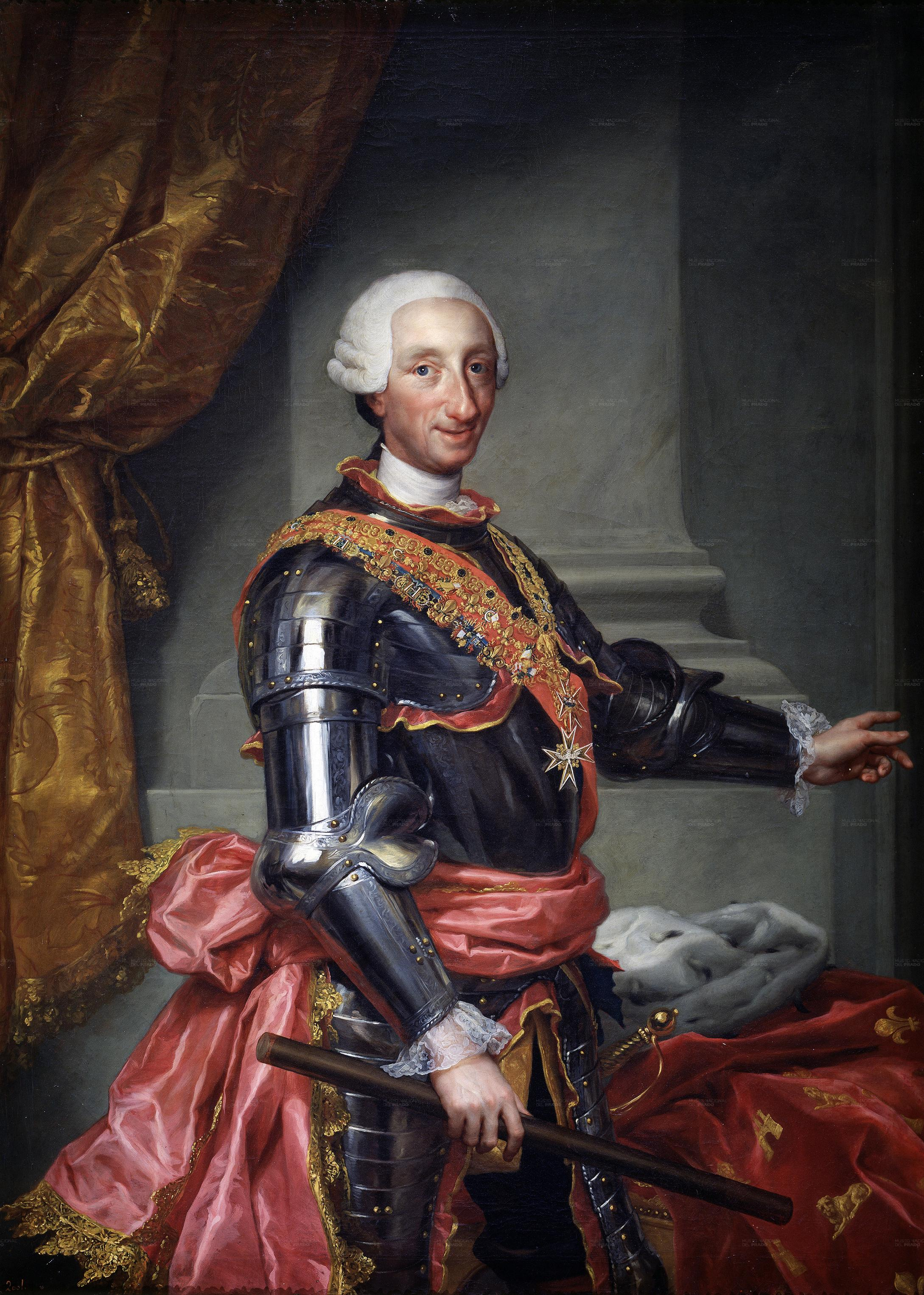
Karl VII. von Neapel (= Karl III. von Spanien)

Im Übrigen war die Zeit der Vizekönige von einer zunehmenden Verschärfung der Klassengegensätze geprägt. Das Hauptaugenmerk der spanischen Krone lag auf dem iberischen Kernland und den Kolonien. Die wenigen Investitionen, die in der Stadt getätigt wurden, kamen nur den Besitzenden, dem städtischen Adel, dem Klerus und den spanischen Beamten zugute, während die einfache Bevölkerung zunehmend verelendete. Nirgendwo im westlichen Europa dieser Zeit waren die sozialen Unterschiede größer ausgeprägt als in Neapel.

### Republik Neapel (1647–1648)
Nachdem es schon zur Zeit der Toledos 1547 zu einer ersten Revolte und in der Folge immer mal wieder zu Unruhen gekommen war, entluden sich die sozialen Spannungen schließlich im Masaniello-Aufstand von 1647, der zu einer ersten kurzlebigen neapolitanischen Republik 1647/48 führte.
Aufgrund der Machtverhältnisse war die spanische Herrschaft naturgemäß bald wiederhergestellt, und nach einer weiteren kleineren Rebellion 1649 ergaben sich die Neapolitaner in ihr Schicksal. Zu alledem wurde die Stadt 1656 auch noch von der verheerenden „Großen Pest“ heimgesucht, der rund die Hälfte der 300.000 Einwohner zum Opfer fiel. Massengräber reichten nicht mehr aus, die Opfer wurden in großen „Fegefeuern“ verbrannt.

### Österreichische Habsburger (1713–1734)
Die spanischen Habsburger wurden 1713 durch die österreichischen Habsburger abgelöst, für die Neapolitaner änderte sich dadurch nur wenig.

### Bourbonen (1734–1799 und 1799–1806)
Eine deutliche Verbesserung der Verhältnisse trat erst ein, als die Bourbonen, die infolge des Spanischen Erbfolgekrieges 1712 den spanischen Thron erworben hatten, 1735 auch Süditalien von den Österreichern übernahmen. Unter Karl VII., der das neu formierte Königreich beider Sizilien von 1735 bis 1759 regierte und anschließend von 1759 bis 1788 als Karl III. in Spanien herrschte, wurde eine wirksame Reformpolitik eingeleitet. Karl VII., ein Vertreter der Aufklärung, säuberte die Reihen der korrupten und dekadenten Adeligen und kirchlichen Würdenträger, nahm bauliche Veränderungen im Stadtbild vor und förderte das kulturelle Leben. Sein Sohn und Nachfolger Ferdinand IV. (mit Unterbrechungen 1759–1825) blieb allerdings deutlich hinter dem Format seines Vaters zurück, so dass sich die Stadt bald wieder den alten Verhältnissen annäherte, bevor die von Frankreich ausgehenden Ereignisse Europa und damit auch Neapel erschüttern sollten.

### Parthenopäische Republik (1799)

Die Flagge der Parthenopäischen Republik (1799)

Anfang 1799 zogen französische Revolutionstruppen unter dem General Jean-Étienne Championnet in Neapel ein, der König war schon zuvor nach Palermo geflohen. Neapolitanische Patrioten proklamierten daraufhin die Parthenopäische Republik, die jedoch bei großen Teilen der ungebildeten Bevölkerung auf nur wenig Gegenliebe stieß. Durch deren Widerstand und das Eingreifen der Engländer unter Horatio Nelson endete das republikanische Experiment schon im selben Jahre wieder. Der Bourbone kehrte nach Neapel zurück, und gegen die Republikaner folgten grausame Verfolgungen, denen fast die gesamte intellektuelle Elite Neapels zum Opfer fiel.

### Bonapartisten (1806–1815)
Im Winter 1805/06 wurde Ferdinand IV. von Napoleon Bonaparte entmachtet, der zunächst seinen Bruder Joseph (1806–1808) und danach seinen Schwager Joachim Murat (1808–1815) als Könige von Neapel einsetzte. Insbesondere Letzterer leitete umfangreiche Sozialreformen ein und gelangte so bei der einheimischen Bevölkerung schnell zu großer Beliebtheit.

### Königreich beider Sizilien (1816–1860)
Mit dem Untergang Napoleons kam jedoch auch bald das Ende dieser Episode. Ferdinand kehrte nach Neapel zurück und führte eine konsequente Restaurationspolitik durch, die auch die letzten Spuren französischer Reformbemühungen beseitigte. Die Neapolitaner jedoch, die kurzzeitig in den Genuss der Reformen gekommen waren und nun die restaurative Politik der Bourbonen erleiden mussten, begannen sich mit den aus Norditalien kommenden Ideen des Risorgimento zur Schaffung eines unabhängigen Italiens anzufreunden.

### Königreich Italien (1861–1946)

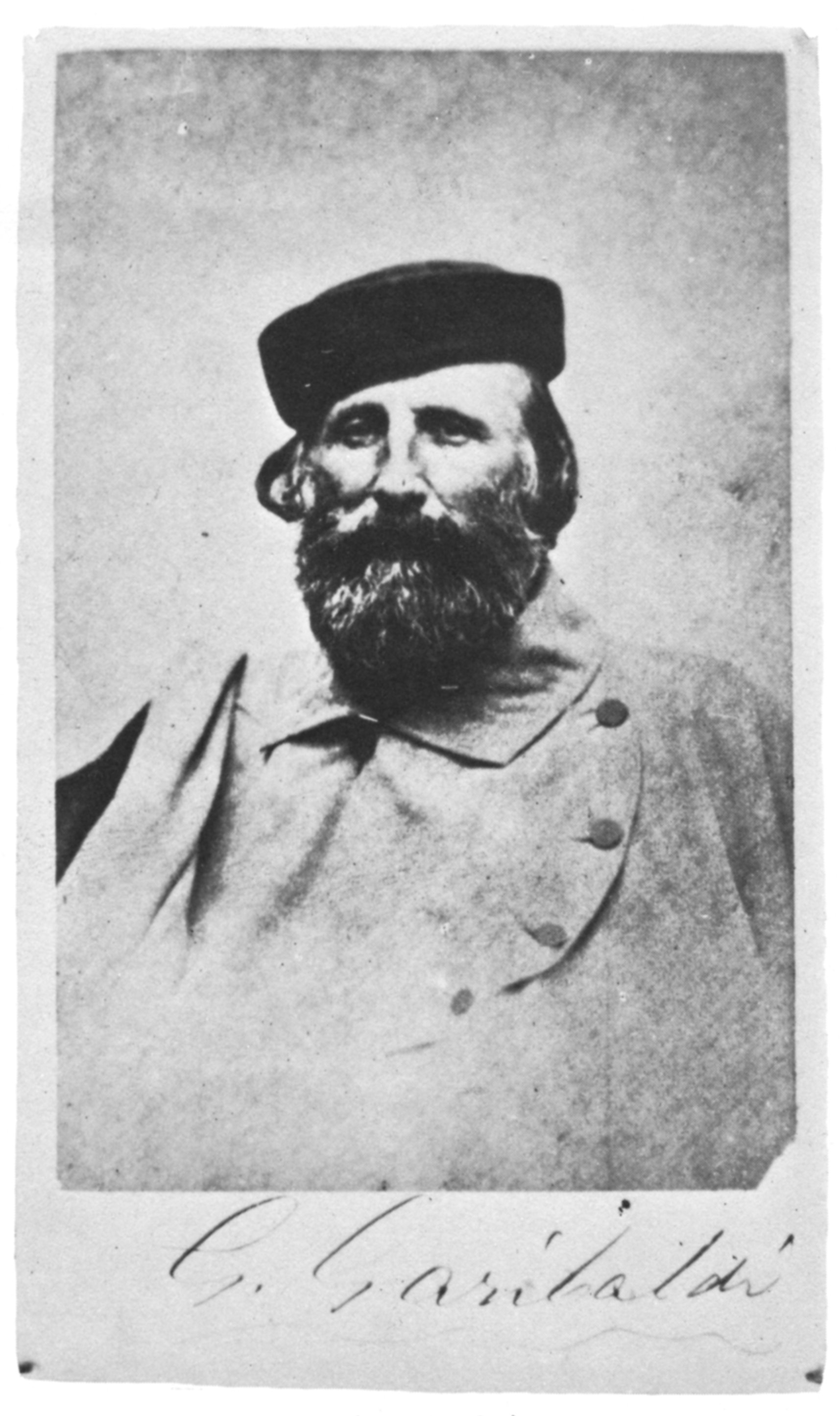
Giuseppe Garibaldi

Am 7. September 1860 zog Giuseppe Garibaldi nach der Eroberung Süditaliens unter dem Jubel der Bevölkerung in Neapel ein, und am 21. Oktober 1860 stimmten die Neapolitaner in einem Plebiszit mit überwältigender Mehrheit für den Anschluss an das Königreich Italien. Franz II., der letzte Bourbonenherrscher, war aus der Stadt in die Festung Gaeta geflüchtet, gab am 13. Februar 1861 seine Kapitulation bekannt und wurde für abgesetzt erklärt. Am 17. März 1861 wurde das Vereinigte Königreich Italien als konstitutionelle Monarchie offiziell proklamiert.
Viele Neapolitaner identifizierten sich allerdings nur in sehr geringem Umfang mit dem neuen italienischen Staat. Staatsgewalt – gleich, durch wen sie ausgeübt wurde – war für viele Süditaliener im Wesentlichen ein Synonym für Unterdrückung und Fremdherrschaft. Der Süden, das ehemalige Königreich beider Sizilien, war gegenüber den ehemaligen norditalienischen Staaten – im Wesentlichen aufgrund jahrhundertelanger Misswirtschaft der Herrscher – wirtschaftlich deutlich unterentwickelt. Viele Entwicklungsprojekte und Förderungsmaßnahmen der neuen Zentralregierung kamen überwiegend dem Norden des Landes zugute, während der Süden eher vernachlässigt und durch eine ungerechte und harte Steuerpolitik wirtschaftlich stark belastet wurde. Notwendige Reformen, um die während der Bourbonenherrschaft etablierten Probleme zu beseitigen (z. B. eine Landreform), unterblieben. Die Regierung hatte lediglich eine formelle, politische Einigung des Landes erreicht, scheiterte aber an der Aufgabe, das Land auch innerlich zu einigen. Die Rückständigkeit des Südens wurde in gewisser Weise zementiert. Der Norden prosperierte in den ersten Jahrzehnten nach der Gründung des Königreiches wirtschaftlich zunehmend und fand bald Anschluss an die führenden europäischen Industrienationen, während der Süden in Armut und Agonie verharrte. Hier liegt eine der Ursachen für die Entstehung des bis heute wirksamen Nord-Süd-Gefälles in Italien. Auch Neapel entwickelte sich so zu einer typischen Großstadt des Mezzogiorno, geprägt von Armut, Kriminalität, Schattenwirtschaft und mafiösen Strukturen, die bis in die höchsten politischen und wirtschaftlichen Machtzentren reichen.
1884 wurde Neapel infolge der katastrophalen infrastrukturellen und hygienischen Verhältnisse Opfer einer verheerenden Choleraepidemie. Von Rom aus 1885 eingeleitete Notstandsmaßnahmen zur Sanierung der Elendsquartiere blieben Makulatur. Eine zu Beginn des 20. Jahrhunderts mit quasi planwirtschaftlichen Methoden begonnene Industrialisierung war wegen Fehlplanung, fehlender Infrastruktur und in dunklen Quellen versickernden Geldern fast zwangsläufig zum Scheitern verurteilt und führte zu keiner Verbesserung der ökonomischen Situation. So kam es zu den ersten großen Auswanderungswellen nach Norditalien, Argentinien und vor allem in die USA.
In dieser Situation fand der Faschismus in Süditalien deutlich mehr Anhänger als im Norden des Landes. 1922, kurz vor dem Marsch auf Rom, fand in Neapel ein großer Faschistenkongress statt. Nach der Machtergreifung Mussolinis wurden die süditalienischen Probleme erst einmal durch die imperialen Bestrebungen der Faschisten und später durch den Zweiten Weltkrieg überlagert, kaschiert und in den Hintergrund gedrängt. Während des Zweiten Weltkriegs war die Stadt wiederholt das Ziel heftiger alliierter Bombenangriffe. Bei diesen insgesamt 105 Angriffen gab es etwa 1000 Ziviltote, obwohl die Bevölkerung Schutz in dem unterirdischen Zisternen-System von Neapel suchte. Auch viele kunsthistorisch wertvolle Gebäude, darunter eine Reihe von Kirchen, wurden vernichtet oder schwer beschädigt. Nach der Absetzung und Verhaftung Mussolinis am 25. Juli 1943 wurde Neapel von Wehrmachtstruppen besetzt, und die Neapolitaner waren für kurze Zeit dem deutschen Terrorregime ausgesetzt. In zähen Partisanenkämpfen der Resistenza gelang es der Stadt aber, sich aus eigener Kraft (Vier Tage von Neapel) noch vor dem Eintreffen der Alliierten am 1. Oktober 1943 selbst zu befreien und die Besatzer aus der Stadt zu vertreiben.
Die anschließende amerikanische Besatzung sorgte für eine kurze Periode des relativen Wohlstands der Stadt. Die Bedürfnisse der GI und die reichlich vorhandenen Dollarmengen waren der ideale Nährboden für die Schattenwirtschaft Neapels. Die Camorra erstarkte wieder.

## Republik Italien
Beim Volksentscheid von 1946 über die künftige Staatsform stimmten die Einwohner Neapels im Gegensatz zur Mehrheit des Landes für die Beibehaltung der Monarchie. Bei der folgenden Konstituierung der italienischen Republik wurde mit Enrico de Nicola ein Neapolitaner zu deren erstem Präsidenten gewählt.
In den ersten Jahrzehnten der jungen Republik änderte sich für die Neapolitaner nichts Wesentliches an den prekären Verhältnissen in der Stadt. Dies führte zu weiteren großen Auswanderungswellen. Allein zwischen 1950 und 1970 verließen rund 800.000 Menschen die Stadt und die Provinz. Wieder waren Norditalien und die USA, zusätzlich aber auch die Bundesrepublik Deutschland als aufblühendes Wirtschaftswunderland die bevorzugten Ziele der Emigranten.
Die Regierung in Rom leitete zwar über die zum Aufbau des Südens gegründete Cassa per il Mezzogiorno („Kasse für den Süden“) Milliarden an Subventionen in die Region, Milliardenbeträge an Fördergeldern versickerten aber auch in dunklen Kanälen oder wurden durch neuerliche Fehlplanungen, welche die bestehenden ökonomischen und infrastrukturellen Bedingungen ignorierten, buchstäblich verschleudert. Neapel erlebte in den ersten viereinhalb Jahrzehnten seiner Nachkriegsgeschichte eine für das Europa der zweiten Hälfte des 20. Jahrhunderts beispiellose Verquickung von Wirtschaft, Politik und Camorra, und der Name der Stadt wurde zum Synonym für Korruption, Bauspekulation und illegale Bereicherung. Protagonist dieser Politik war in Neapel insbesondere in den fünfziger Jahren der langjährige Bürgermeister der Stadt, Achille Lauro. Durch zweifelhafte Methoden in den Besitz eines Flotten- und Finanzimperiums gelangt, nutzte er die Bürgermeisterposition vorrangig zum weiteren Ausbau seiner wirtschaftlichen und politischen Macht. Gleichwohl war er als typischer Populist, der eine ausgeprägte Panem-et-Circenes-Politik betrieb, bei der Bevölkerung sehr beliebt.

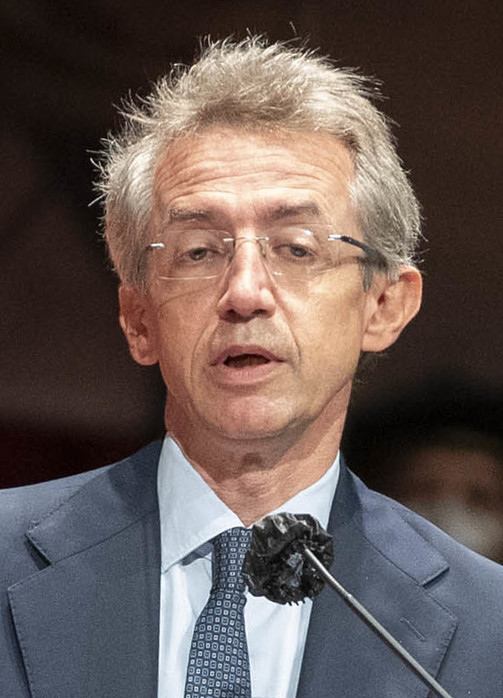
Gaetano Manfredi, seit 2021 Bürgermeister von Neapel

Die Zwangsabsetzung Lauros per Dekret der römischen Zentralregierung änderte nichts Grundlegendes an den neapolitanischen Zuständen. Seine Nachfolger waren fast ausschließlich von ähnlichem Schlag, ob es sich nun um Christdemokraten oder Sozialisten handelte. Erst im Rahmen des gesamtitalienischen Erneuerungsprozesses ab 1992 änderten sich auch die Verhältnisse in Neapel, und die Ära der korrupten Kommunalpolitiker wurde beendet. 1993 wurde Antonio Bassolino vom Mitte-links-Bündnis L’Ulivo gegen Alessandra Mussolini (Alternativa Sociale) zum Bürgermeister gewählt. In seiner bis zum Jahr 2001 währenden Amtszeit erlebte die Stadt einen schnellen und nie für möglich gehaltenen Aufschwung. Die Korruption wurde systematisch bekämpft, der Einfluss der Camorra zumindest eingedämmt. Restaurierungsarbeiten am Stadtbild und Sanierungsmaßnahmen wurden eingeleitet. 1994 war Neapel Tagungsort des G7-Gipfels, 1995 wurde das centro storico (Altstadt) von der UNESCO zum Weltkulturerbe erklärt. Bei seiner Wiederwahl 1997 erhielt Bassolino 73 % der Stimmen, im Jahre 2000 wurde er auch Präsident der Region Kampanien. Seit 2001 setzt seine Parteifreundin und Nachfolgerin Rosa Russo Iervolino die von ihm begonnene Kommunalpolitik fort. In der letzten Zeit begannen sich die Probleme Neapels aber wieder zu verschärfen. Im Mai 2011 trat Luigi de Magistris als Spitzenkandidat eines linksliberalen Parteienbündnisses zur Kommunalwahl in Neapel an. Er verwies dabei überraschend Mario Morcone, den Vertreter des Partito Democratico von Bürgermeisterin Rosa Russo Iervolino (die selbst nicht mehr zur Wahl stand), auf den dritten Platz und zog dadurch in die Stichwahl um das Bürgermeisteramt gegen Giovanni Lettieri, den Kandidaten des Mitte-rechts-Bündnisses, an, in der er sich mit 65 zu 35 Prozent durchsetzte. Am 18. Juli 2011 legte er daraufhin sein Mandat als Europaabgeordneter nieder. De Magistris wurde 2016 wiedergewählt, als er sich wieder gegen Lettieri im zweiten Wahlgang mit 66,85 % durchsetzte.
2021 wurde der parteilose ehemalige Minister Gaetano Manfredi im ersten Wahlgang mit 62,88 % zum Bürgermeister gewählt, er wird im Gemeinderat von einer Koalition aus eher linken Parteien und den Fünf Sternen unterstützt.